# Jorge Priotti
Jorge Priotti (Cafferata, Provincia de Santa Fe, Argentina; 15 de julio de 1972) es un exfutbolista y actual director técnico argentino. Jugaba como mediocampista central y su primer equipo fue Newell's Old Boys. Su último club antes de retirarse fue Cafferatense.
Desde 2015 integra el cuerpo técnico de Lucas Bernardi, siendo uno de sus ayudantes de campo.

## Clubes

### Como jugador
| Club                       | País      | Año       |
| -------------------------- | --------- | --------- |
| Newell's Old Boys          | Argentina | 1992-1996 |
| Estudiantes de La Plata    | Argentina | 1996-1997 |
| Newell's Old Boys          | Argentina | 1997-2000 |
| Instituto de Córdoba       | Argentina | 2000-2001 |
| Belgrano de Córdoba        | Argentina | 2001-2002 |
| Unión de Santa Fe          | Argentina | 2002-2003 |
| Belgrano de Córdoba        | Argentina | 2003-2004 |
| Huracán                    | Argentina | 2004-2005 |
| Defensores de Belgrano     | Argentina | 2005-2006 |
| Independiente Rivadavia    | Argentina | 2006-2008 |
| Central Córdoba de Rosario | Argentina | 2008-2009 |
| Cafferatense               | Argentina | 2010-2011 |

### Como asistente técnico
| Club                    | País      | Año       |
| ----------------------- | --------- | --------- |
| Newell's Old Boys       | Argentina | 2015-2016 |
| Arsenal de Sarandí      | Argentina | 2016      |
| Godoy Cruz de Mendoza   | Argentina | 2017      |
| Estudiantes de La Plata | Argentina | 2017-2018 |
| Belgrano de Córdoba     | Argentina | 2018      |
| Godoy Cruz de Mendoza   | Argentina | 2019      |

## Palmarés
| Título             | Club                    | País      | Año  |
| ------------------ | ----------------------- | --------- | ---- |
| Torneo Argentino A | Independiente Rivadavia | Argentina | 2007 |